# Manuel Gómez Gutiérrez
Manuel Antonio Gómez Gutiérrez (Bogotá, 14 de noviembre de 1963) Terapeuta Holístico Colombiano, con una larga trayectoria en capacitación y coaching ontológico; creador de la Integración Cuántica, herramienta terapéutica de medicina alternativa; además es un reconocido actor colombiano y músico 

## Filmografía

### Televisión
- Palma Negra  (2023)
- Emma Reyes  (2023)
- Enfermeras  (2022)
- Te la dedico  (2022)
- El Cártel de los Sapos: El origen  (2021)
- Pa´quererte  (2020)
- El final del paraíso  (2019)
- Sin senos si hay paraíso  (2016-2018)
- La luz de tus ojos  (2017)
- Venganza  (2017)
- No olvidaras mi nombre  (2017)
- El señor de los cielos  (2017)
- La ley del corazón  (2016)
- Las Vegas  (2016)
- Todo es prestado  (2016)
- Bloque de Búsqueda  (2016)
- La viuda negra 2  (2016)
- Crónicas de sueño  (2015)
- Anónima  (2015)
- Lady, la vendedora de rosas (2015)
- La esquina del diablo  (2015)
- Narcos  (2015)
- Sala de urgencias  (2015)
- Quien mato a patricia soler?  (2015)
- El Experimento  (2014)
- La fiesta del chivo  (2014)
- Contra el tiempo  (2014)
- En la boca del lobo  (2014)
- Metástasis  (2014)
- El estilista  (2013)
- Tres Caínes  (2013)
- ¿Quién eres tú?  (2012)
- Divino niño  (2012)
- Historias clasificadas  (2012)
- La prepago  (2013)
- Flor salvaje  (2011)
- Infiltrados (2010)
- Donde esta Elisa  (2011)
- Tres milagros  (2011)
- La reina del sur  (2011)
- Kadabra  (2010)
- Correo de inocentes  (2011)
- Ojo por ojo  (2010)
- Amor en custodia  (2010)
- El Cartel de los sapos  (2010)
- Operacion Jaque  (2010)
- El capo  (2009)
- Doña Barbara  (2009)
- Las detectivas y el Víctor  (2009)
- Mujeres asesinas  (2008)
- Pandillas, guerra y paz  (2008)
- Tu voz estereo  (2008)
- Inversiones el ABC (2007)
- En los tacones de Eva  (2006)
- Pura sangre (2005)
- El pasado no perdona (2004)
- Francisco el matemático (2003)
- Expedientes  (2001)
- Asi es la vida  (1999)
- Unidad investigativa  (1999)
- Siguiendo el rastro  (1996)

### Cine
- Nubes grises soplan sobre el campo verde  (2019)
- Casa por carcel  (2016)
- Francisco, el revelde  (2015)
- Uno al año no hace daño  (2014)
- Paradise Lost  (2013)
- Roa  (2012)
- Operacion E  (2011)
- Operacion Jaque  (2011)
- La cara oculta  (2010)
- Sin tetas no hay paraiso  (2008)